# Topkapıpaleis
Het Topkapıpaleis (Turks: Topkapı Sarayı) of "kanonnenpoortpaleis" (naar een nabijgelegen poort) was lange tijd de residentie van de Osmaanse sultan in Istanboel en vormt het bekendste voorbeeld van een serail (oosters paleis).
Sultan Mehmet II gaf in 1459 de opdracht tot het bouwen van het paleis, waarna het van 1465 tot 1853 het centrum van de Osmaanse heerschappij was. Het paleis is gelegen op de oude akropolis van Byzantion op het Seraglio-punt tussen de Gouden Hoorn en de Zee van Marmara, met uitzicht over de Bosporus.
Het paleis bestaat uit vier verschillende hoven. Het eerste hof beslaat het gehele Seraglio-punt en wordt omringd door hoge muren. Toegang is mogelijk via de Bab-ı Hümayun, ofwel de Keizerlijke Poort. De Poort van de Groet (Babüsselam) leidt naar het tweede hof met gebouwen als de bakkerij, een hospitaal, paardenstallen, een Divan en de kwartieren van de Janitsaren. Door de Poort van Geluk (Babüssaade) komt men vervolgens in het derde hof, dat het centrum van het paleis vormt, een tuin omgeven door de Zaal van de Privékamer (Has Oda) gebruikt door personeel, de schatkamer, de harem, enkele paviljoens en de bibliotheek van Ahmed II in het midden. Het vierde hof ten slotte was een wat meer private tuin van de sultan met een aantal paviljoens, kiosken en terrasjes.
Andere plaatsen in het Topkapıpaleis zijn de Toren van Gerechtigheid en het Paviljoen van de Heilige Mantel met relieken van de profeet Mohammed en de eerste kaliefen.
Het paleis doet tegenwoordig dienst als museum.

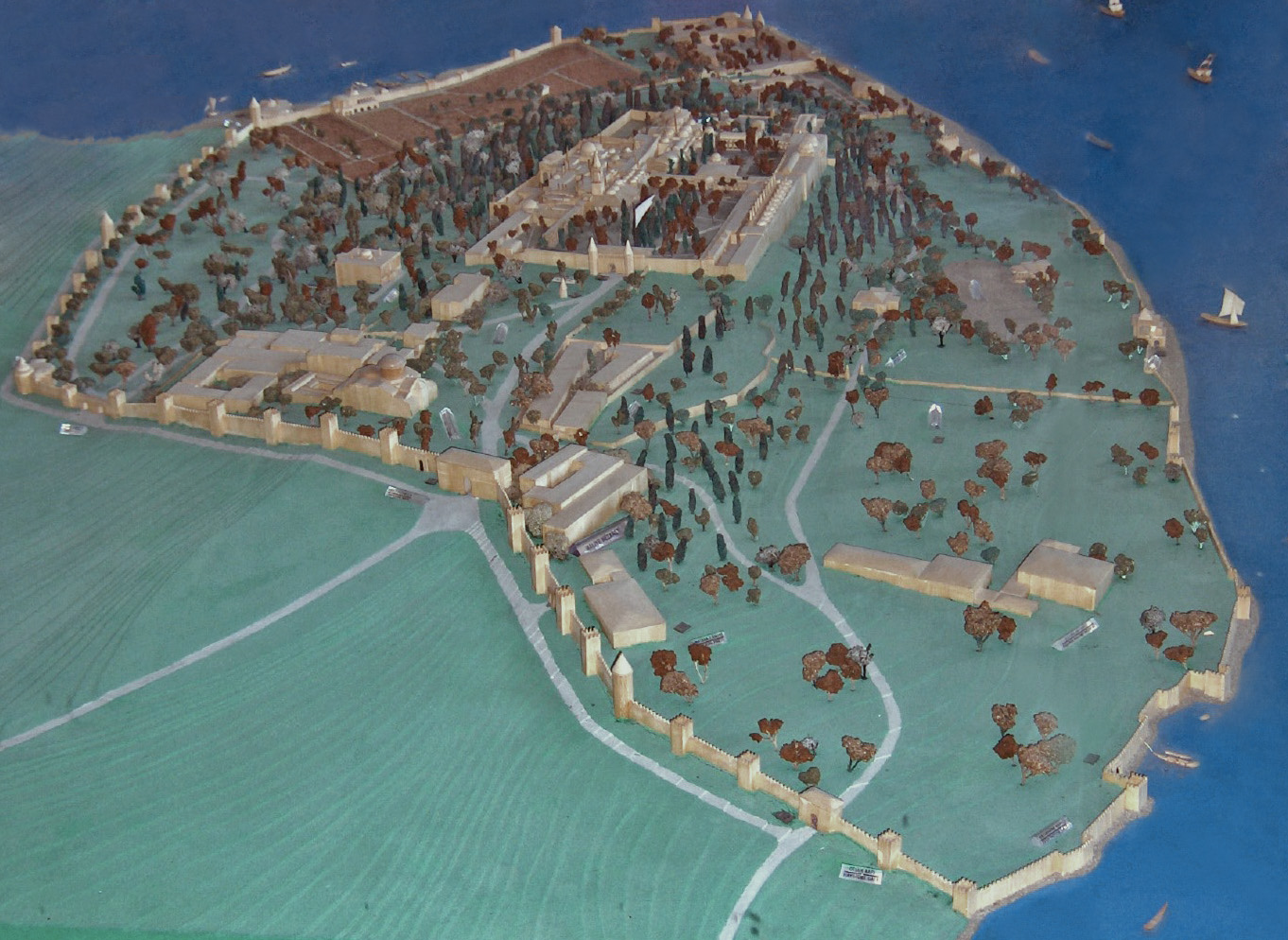
Schaalmodel van het Topkapıpaleis